# Цинвалдит
Цинвалдит е силикатен минерал от групата на слюдата с химична формула KLi Fe Al(Al Si 3) O 10 (OH,F) 2, калиев литиев железен алуминиев силикатен хидроксид флуорид. В нормално състояние е като смесица между сайдерофилит (KFE 2 Al(Al 2 Si 2) О 10 (F, OH) 2) и лепидолит (кли 2 AlSi 4 О 10 (F, OH) 2) и не се счита за минерален вид. 

## Име и откритие
За първи път е описан през 1845 г. в Цинвалд (Cinovec) на границата между Германия и Чехия.

## Явление
Среща се в грейзени, пегматитови и кварцови вени, често свързани с находищата на калаена руда. Обикновено се свързва с топаз, каситерит, волфрамит, лепидолит, сподумен, берил, турмалин и флуорит.